# Troubadour (bier)
Troubadour is een Belgisch bier.
Het bier werd oorspronkelijk in opdracht gebrouwen door De Proefbrouwerij te Lochristi en vanaf 2019 door Brouwerij The Musketeers in hun eigen brouwerij in  Sint-Gillis-Waas.

## Geschiedenis
In 2000 werd Brouwerij The Musketeers opgericht door vier vrienden-brouwingenieurs. Toen werd een eerste Troubadour-bier gelanceerd. Twee van de Musketeers (Kristof De Roo en Stefaan Soetemans) gingen verder met de ontwikkeling van de firma en brachten nog andere bieren op de markt.

## De bieren
- Troubadour Blond is een blond bier van hoge gisting met een alcoholpercentage van 6,5%. Het heeft een densiteit van 16° Plato. Dit bier werd als eerste gelanceerd in 2000.
- Troubadour Obscura is een donker bier dat het best kan worden omschreven als een "milde" stout met een alcoholpercentage van 8,2%. Het heeft een densiteit van 18° Plato.
- Troubadour Magma is een oranje-koperkleurig bier van hoge gisting met een alcoholpercentage van 9%. Het is een tussenvorm tussen India Pale Ale en tripel (een “Tripel IPA”) en heeft een densiteit van 20° Plato.[1] Troubadour Magma werd in maart 2010 gelanceerd op het Zythos-bierfestival. Vanaf 2011 werd op het einde van de zomer telkens een speciale editie uitgebracht.
  - Troubadour Magma Special Edition 2011 Cascade, dry hopping met Cascade hop.
  - Troubadour Magma Special Edition 2012 Sorachi Ace, dry hopping met Sorachi Ace hop.
  - Troubadour Magma Special Edition 2013 Galaxy, dry hopping met Galaxy hop.
  - Troubadour Magma Special Edition 2014 Triple Yeast, gebrouwen met drie soorten gist.
  - Troubadour Magma Special Edition 2015 Triple Spiked Brett, tijdens de drie vergistingsfases gespiked.
- Troubadour Spéciale is een amberkleurige Spéciale belge met een alcoholpercentage van 5,7% en een densiteit van 12,8° Plato.
- Troubadour Imperial Stout is een zwarte Imperial stout met een alcoholpercentage van 9% en een densiteit van 20° Plato.
- Troubadour Westkust is een donkerbruine Black IPA met een alcoholpercentage van 9,2%

## Prijzen
- In 2010 won Troubadour Magma de consumententrofee op het Zythos Bierfestival.[2]
- In 2010 won Troubadour Blond goud op de World Beer Cup in de categorie “Belgian-Style Blonde Ale or Pale Ale”.[3]
- World Beer Cup 2012 Bronzen medaille voor Troubadour Blond in de categorie Belgian-Style Blond Ale or Pale Ale.